# LIFO

Confronto tra tecnica LIFO e FIFO.

Il termine LIFO è l'acronimo inglese di Last In First Out (ultimo ad entrare, primo ad uscire) e presuppone che vengano scaricati per primi i beni strumentali inseriti per ultimi in magazzino.
Esprime il concetto relativo al modo di immagazzinare dati in cui l'ultimo valore introdotto è il primo ad uscire.
Si rappresenta di solito con una pila di piatti, in cui l'ultimo appoggiato in cima è necessariamente il primo ad essere prelevato, mentre il primo introdotto è raggiunto per ultimo.

## Contabilità
Il metodo LIFO è uno dei diversi possibili impieghi della gestione delle scorte di magazzino.
In relazione al tipo di metodo utilizzato per la valorizzazione delle scorte, e ve ne sono molti (LIFO, FIFO, NIFO, medio ponderato progressivo, ecc.), si perviene a risultati di reddito e di valore delle scorte stesse differenti. Con il metodo LIFO infatti, se l'ultima merce acquistata è la prima ad essere venduta, il magazzino tenderà ad essere costituito da merci più remote, ed in una realtà di aumento dei prezzi con il tempo, il reddito sarà più basso: ai ricavi correnti si contrappongono costi recenti, quindi più alti di quelli passati, considerati, ad esempio con il metodo FIFO (First In First Out).

## Elettronica
Nei microprocessori una memoria RAM con logica LIFO costituisce lo stack dove vengono depositati i dati relativi ad accumulatori e puntatori prima dell'esecuzione di salti con ritorno.

## Informatica
A livello di sistema operativo la tecnica LIFO è impiegata per immagazzinare temporaneamente i dati per l'esecuzione di chiamate di sottofunzioni nidificate.
Questo avviene utilizzando una particolare struttura dati chiamata pila o stack.
Si utilizza anche per accumulare gli operandi e i risultati di funzioni, come nel caso del linguaggio PostScript.